# محب الأسموزية
الأحياء محبات الأسموزية أو أليفات الأسموزية هي أحياء مجهرية متكيفة مع البيئات ذات الضغط الأسموزي العالي، مثل تراكيز سكر عالية. محبات الأسموزية شبيهة بالأحياء محبات الملح لأن جانباً دقيقاً لكلا النوعين هو فاعلية الماء المنخفضة لديهم. تراكيز السكر العالية تشكل عاملاً محداً للنمو لكثيرٍ من الأحياء المجهرية، إلا أن محبات الأسموزية تحمي نفسها من هذا الضغط الأسموزي عن طريق إنتاج حاميات الأسموزية مثل الكحول والأحماض الأمينية. العديد من الأحياء محبات الأسموزية تعد خميرية السلالة من الفطريات، ومع ذلك هنالك مجموعة متنوعة من البكتيريا تعد من محبات الأسموزية أيضاً.
تعد الخمائر محبات الأسموزية مهمة لأنها تسبب تلف في صناعة السكر والسلع الحلوة مثل عصائر الفاكهة، مركزات عصير الفواكة، السكريات السائلة، العسل وفي بعض الحالات المارزيبان-حلوى اللوز والسكر-. أكثر الكائنات محبة للأسموزية مدرجة في الجدول أدناه مع قيم فاعلية الماء الخاصة بهم.
| الكائن الحي          | فعالية مائية دنيا |
| -------------------- | ----------------- |
| Saccharomyces rouxii | 0.62              |
| Saccharomyces bailii | 0.80              |
| Debaryomyces         | 0.83              |
| Wallemia sebi        | 0.87              |
| فطريات الخميرة       | 0.90              |

## الإمراضية
محبات الأسموزية التي يمكن أن تسبب المرض هي الرشاشيات (جنس من الفطريات), الفطريات السكرية، الأمعائية المولدة للريح والمكورة الدقيقة. ومع ذلك أياً منهم ليس ممرضاً للغاية إنما تسبب عدوى انتهازية فقط –مثل العدوى التي تصيب الأشخاص الذين يعانون من ضعف في الجهاز المناعي-. محبات الأسموزية الممرضة تعد مفسدة للغذاء أكثر من كونها سبباً للتسمم الغذائي عند الإنسان.